# فنگ ژه
فنگ ژه (به انگلیسی: Feng Zhe) ژیمناست زادهٔ ۱۹ نوامبر ۱۹۸۷ میلادی اهل کشور چین است.